# Australian Academy of Science
A Australian Academy of Science, ou Academia de Ciências da Austrália em português, é uma academia científica fundada em 1954 em Camberra, Austrália por membros da Royal Society de Londres.

## Origens
Em 1919, a Australian National Research Council foi estabelecida com o propósito de representar a Austrália no Conselho Internacional de Ciência. O conselho cessou de existir em 1954, sendo substituído pela Academia de Ciências da Austrália.